# S nasazením života
S nasazením života (v polském originále Stawka większa niż życie) je polský televizní seriál, premiérově vysílaný od 10. října 1968 do 6. února 1969 Polskou televizí, kde bylo uvedeno 18 dílů.
Vypráví příběh důstojníka polské výzvědné služby Stanislava Kolického alias Janka, který je vyslán do nacistického Německa jako tajný agent J-23 namísto zajatého důstojníka Abwehru Hanse Klosse. Seriál byl jakousi polskou obdobou západního Jamese Bonda nebo Stierlitze ze sovětského seriálu 17 zastavení jara.

## Seznam dílů
| Č. v seriálu | Původní název                   | Český název                     | Režie              |
| ------------ | ------------------------------- | ------------------------------- | ------------------ |
| 1            | Wiem, kim jesteś                | Vím, kým jsi                    | Janusz Morgenstern |
| 2            | Hotel Excelsior                 | Hotel Excelsior                 | Andrzej Konic      |
| 3            | Ściśle tajne                    | Přísně tajné                    | Janusz Morgenstern |
| 4            | Café Rose                       | Kavárna Róza                    | Andrzej Konic      |
| 5            | Ostatnia szansa                 | Poslední šance                  | Andrzej Konic      |
| 6            | Żelazny Krzyż                   | Železný kříž                    | Janusz Morgenstern |
| 7            | Podwójny nelson                 | Dvojitý nelson                  | Janusz Morgenstern |
| 8            | Wielka wsypa                    | Velká hádka                     | Janusz Morgenstern |
| 9            | Genialny plan pułkownika Krafta | Geniální plán plukovníka Krafta | Janusz Morgenstern |
| 10           | W imieniu Rzeczypospolitej      | Jménem republiky                | Janusz Morgenstern |
| 11           | Hasło                           | Heslo                           | Andrzej Konic      |
| 12           | Zdrada                          | Zrada                           | Andrzej Konic      |
| 13           | Bez instrukcji                  | Bez instrukcí                   | Janusz Morgenstern |
| 14           | Edyta                           | Edyta                           | Andrzej Konic      |
| 15           | Oblężenie                       | Obležení                        | Andrzej Konic      |
| 16           | Akcja "Liść dębu"               | Akce "Dubový list"              | Janusz Morgenstern |
| 17           | Spotkanie                       | Setkání                         | Andrzej Konic      |
| 18           | Poszukiwany Gruppenführer Wolf  | Hledaný Gruppenfuhrer Wolf      | Andrzej Konic      |

## Komiksové vydání
V ČSSR se komiks vydával od roku 1971. Byl vydáván s polskou asistencí. Hlavním hrdinou je mladý Polák Stašek Moczulski, který je polsko-sovětským rozvědčíkem (Agent J-23) a vydává se za poručíka Abwehru Hanse Klosse. Celkem vyšlo 20 komiksů s kapitánem Klossem. První vydání stálo 6 Kčs.

### Díly komiksu
1. Agent J-23
2. Prozrazení
3. Poslední možnost
4. Sestřenice Edita
5. Přísně tajné
6. Heslo
7. Setkání s Ingrid
8. Kafé Rosé
9. Rozsudek
10. Kurýrka z Londýna
11. Partie domina
12. Noc v nemocnici
13. Dvojitý Nelson
14. Železný kříž
15. Tajemství profesora Riedla
16. Setkání na zámku
17. Akce dubový list
18. Obležení
19. Gruppenfuhrer Wolf
20. V poslední chvíli

Poslední díl vyšel v roce 1973. Ve filmové verzi hrál Hanse Klosse polský herec Stanislav Mikulski. Ten byl i předobrazem komiksového vzhledu Hanse Klosse.